# Lipovac (gmina Aleksinac)
Lipovac (cyr. Липовац) – wieś w Serbii, w okręgu niszawskim, w gminie Aleksinac. W 2011 roku liczyła 332 mieszkańców.